# Cristina de Suecia
Cristina de Suecia (Estocolmo, 8 de diciembre de 1626-Roma, 19 de abril de 1689) fue reina de Suecia (1632-1654), duquesa de Bremen y princesa de Verden (1648-1654). Hija de Gustavo II Adolfo y de María Leonor de Brandeburgo. Protectora de las artes y mecenas, abdicó del trono de Suecia en 1654. Protestante de nacimiento, se convirtió al catolicismo el año de su abdicación. Murió en Roma a los 62 años.

## Origen y niñez
Cristina pertenecía a la dinastía real de los Vasa, iniciada en 1521. Su madre procedía de la importante dinastía alemana de los Hohenzollern. El nacimiento de Cristina el 8 de diciembre de 1626 fue bien recibido por su padre, no así por su madre, quien deseaba darle al rey Gustavo II Adolfo un heredero varón que siguiera sus pasos.
En 1604 el Consejo del Reino había acordado aceptar a una mujer como sucesora en el trono, si se daba el caso, por lo que Gustavo II Adolfo decidió confirmar a Cristina en 1627 como su heredera con todos los derechos a la corona, si no nacían herederos varones.
Suecia se involucró en 1630 en la Guerra de los Treinta Años por el lado protestante, y en junio del mismo año el rey marchó a la guerra que se desarrollaba en el continente europeo, dejando a su hija bajo la tutela del canciller Oxenstierna, para que se encargara de la pequeña en caso de morir en la guerra.
El 6 de noviembre de 1632 cayó el rey en la batalla de Lützen, y antes de cumplir los seis años, Cristina se convirtió en reina de Suecia, bajo la regencia del canciller Oxenstierna.
El canciller cumplió con los deseos del rey, tomó a Cristina bajo su protección y comenzó muy cuidadosamente a preparar su educación. Por razones de Estado, la pequeña reina fue separada de su madre y puesta al cuidado de su tía Catalina, hermana del difunto rey. Cristina pasó un par de años junto a su primo Carlos Gustavo, el futuro rey Carlos X Gustavo, pero volvió al cuidado de su madre por fallecimiento de su tía Catalina.
La relación con su madre fue difícil y la niña pasó al cuidado de la hermana del canciller Oxenstierna. Al cumplir los 13 años dejó de ver a su madre y no volvería a encontrarla sino para su coronación.

## Educación

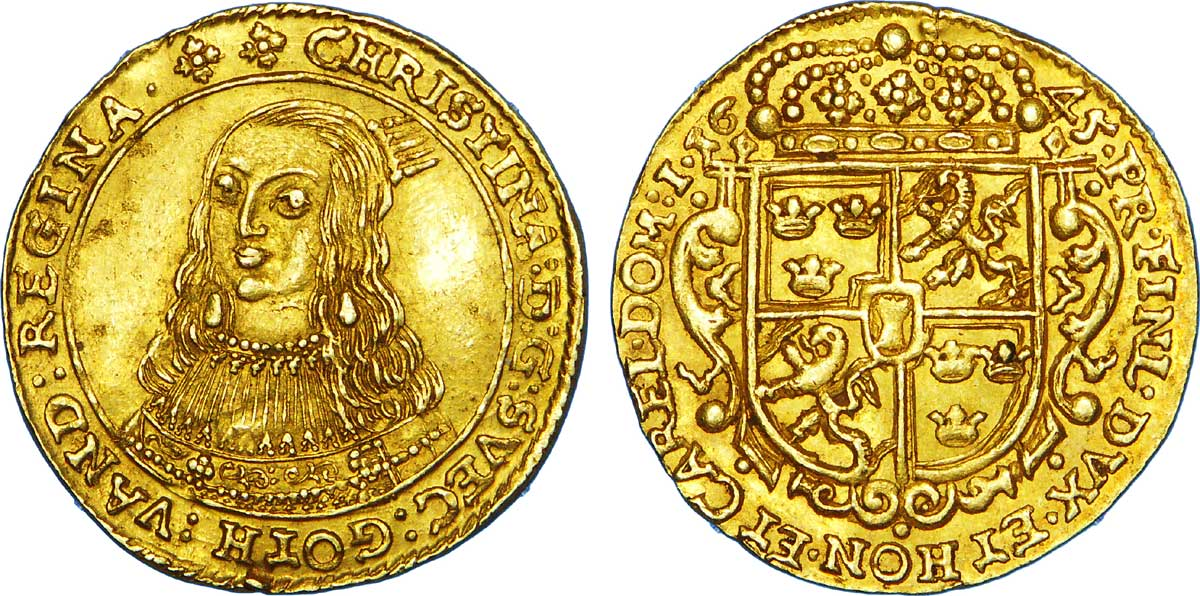
Cristina de Suecia, 1645.

Junto al canciller Oxenstierna, que se hizo cargo de educar a Cristina en asuntos de Estado y política, estaba el obispo Johannes Mattiae Gothus, que como jefe de estudios se encargó de instruir a Cristina en idiomas, filosofía, historia, teología y astronomía, entre otras materias. Mattiae documentó la gran facilidad de aprendizaje y la enorme sed de conocimientos que mostraba la joven reina. Los idiomas eran la materia preferida de la soberana y a través de su vida continuó con su aprendizaje.
Cristina era de contextura gruesa y baja estatura. Poseía un temperamento fuerte, inquieto y vivaz, así como una gran energía física. Se destacó entre las mujeres y varones de su época por su gran inteligencia y curiosidad, que la llevó a aprender diversas artes y a intercambiar correspondencia con el filósofo Descartes.
No le interesaban los lujos, joyas o ropajes. Prefería vestir ropas simples y cómodas, y especialmente vestir pantalones, siendo una de las primeras en vestir abiertamente indumentaria tradicional masculina. Tuvo una relación muy cercana con su prima Ebba y algunas fuentes señalan la naturaleza amorosa de esta. También era muy diestra en los deportes como la equitación, la caza y la esgrima. Solía dormir poco y dedicaba muchas horas del día a la lectura.

## Reinado

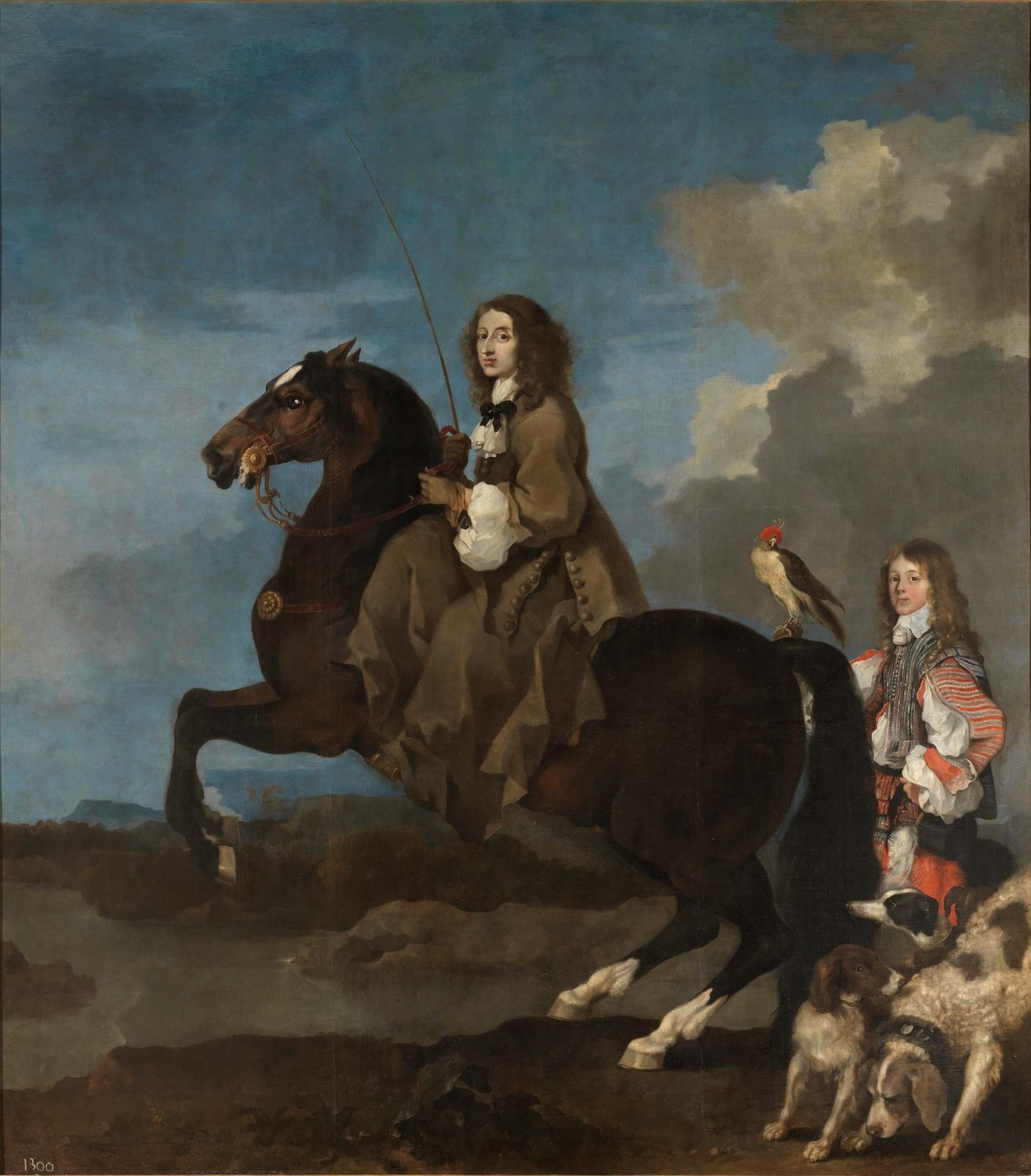
Cristina de Suecia a caballo (1653) de Sébastien Bourdon. Museo del Prado (Madrid)

Cumplidos los 16 años, Cristina comenzó a asistir a las reuniones del Consejo del Reino, demostrando su conocimiento de las leyes y la administración del reino sin inconvenientes.
A los 18 años cumplió la mayoría de edad y asumió el cargo de soberana, reemplazando gradualmente al canciller Oxenstierna en sus funciones. En 1645 participó activamente en el tratado de paz con Dinamarca (Tratado de Brömsebro), ventajoso para su reino.
En 1648 Suecia firmó la Paz de Westfalia, que daba fin a la Guerra de los Treinta Años, quedando el reino en una posición de supremacía en la región del Báltico. Cristina y el canciller Oxenstierna tuvieron diferencias en la forma de llevar los acuerdos, imponiendo finalmente la reina su opinión.
El 17 de octubre de 1650 se realizó la coronación de Cristina en la Catedral de San Nicolás (Estocolmo), a la que llegó desde el Palacio de Ulriksdal (provincia de Estocolmo) con gran pompa. Los festejos fueron muchos y se alargaron durante semanas. Según la costumbre, nombró a su primo Carlos Gustavo como sucesor.
La soberana de Suecia había comenzado poco antes a desarrollar la vida cultural de su reino, la cual había quedado dañada por las luchas religiosas, incluyendo la destrucción de obras consideradas católicas. Adoptó el lema “La sabiduría es el pilar del reino” (Columna regni sapientia).
Si bien la situación económica del reino era precaria, debido principalmente a los gastos militares que implicaba ser una potencia, la reina no dudaba en invertir en la compra de obras de arte a fin de enriquecer los bienes culturales de Suecia.
Cuando su fama de mecenas comenzó a expandirse y varios notables intelectuales europeos mostraron interés en sus proyectos, Cristina a su vez vio la posibilidad de atraerlos a su corte, ofreciéndoles su patrocinio. De esta manera llegaría a Estocolmo en 1649 el filósofo francés René Descartes, con quien Cristina ya había mantenido correspondencia desde hacía algún tiempo, y quien murió de bronconeumonía en la misma ciudad cinco meses después. En 1652 vino el artista Sébastien Bourdon, que trabajó como pintor de la corte por espacio de dos años, hasta que la abdicación de la reina le hizo regresar a su país.

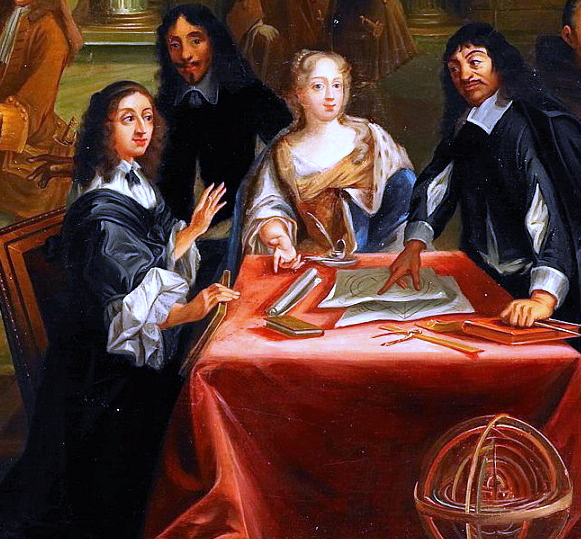
Descartes en la Corte de la reina Cristina de Suecia (detalle), Louis-Michel Dumesnil, Museo Nacional del Palacio de Versalles.

Cristina apreciaba la pintura aunque no dudó en regalar al rey Felipe IV de España el principal tesoro de su pinacoteca; es decir, el hermoso díptico de Durero, Adán y Eva, hoy en el Museo del Prado.
Otro importante personaje de la época fue el jurista y teórico político neerlandés Hugo Grocius, que actuó de embajador de Suecia en Francia desde 1635, por recomendación del canciller Oxenstierna.
Estocolmo y Upsala fueron recibiendo a filólogos, anticuarios, bibliotecarios, poetas, orientalistas, latinistas, historiadores y otros. En 1652, los eruditos franceses Samuel Bochart y Pierre Daniel Huet se hicieron cargo de su biblioteca. En algún momento Suecia fue el centro del humanismo en Europa, y Cristina recibió el nombre de Minerva del Norte.
La reina también apoyó el desarrollo del ballet y del teatro. Cristina trajo a Estocolmo compañías francesas, neerlandesas, alemanas e italianas, que presentaban sus ballets y pantomimas, además de óperas y piezas en sus propios idiomas. Entre los italianos destacó el escenógrafo Antonio Brunati, que construyó en el castillo real un escenario con escenografías movibles, llamada la Grande Salle des Machines, algo moderno para la época.
Su entusiasmo por el teatro lo manifestó la reina participando en una obra, en 1651, haciendo el papel de una camarera.
En 1652 la salud de Cristina se resintió y el médico francés Pierre Bourdelot fue llamado a Estocolmo para tratarla. Bourdelot consiguió la recuperación de la reina y se transformó en uno de sus favoritos, lo que provocó recelos entre otros miembros de la corte. Finalmente el médico abandonó la corte sueca y algunos favoritos reales dejaron de serlo.

## Embajadores y religiosos
Contemporáneos de Cristina eran Luis XIV en Francia y Felipe IV en España. El representante diplomático francés en la corte sueca desde 1645 era Pierre-Hector Chanut, quien logró cultivar una amistad personal con la reina y la apoyó sin reservas en sus planes de desarrollo cultural del reino.
El embajador español desde 1652 era el general Antonio Pimentel de Prado, que también estableció una relación de amistad con la reina. Es posible que ambos hayan apoyado a Cristina como confidentes, y católicos, en las inquietudes religiosas de la reina.

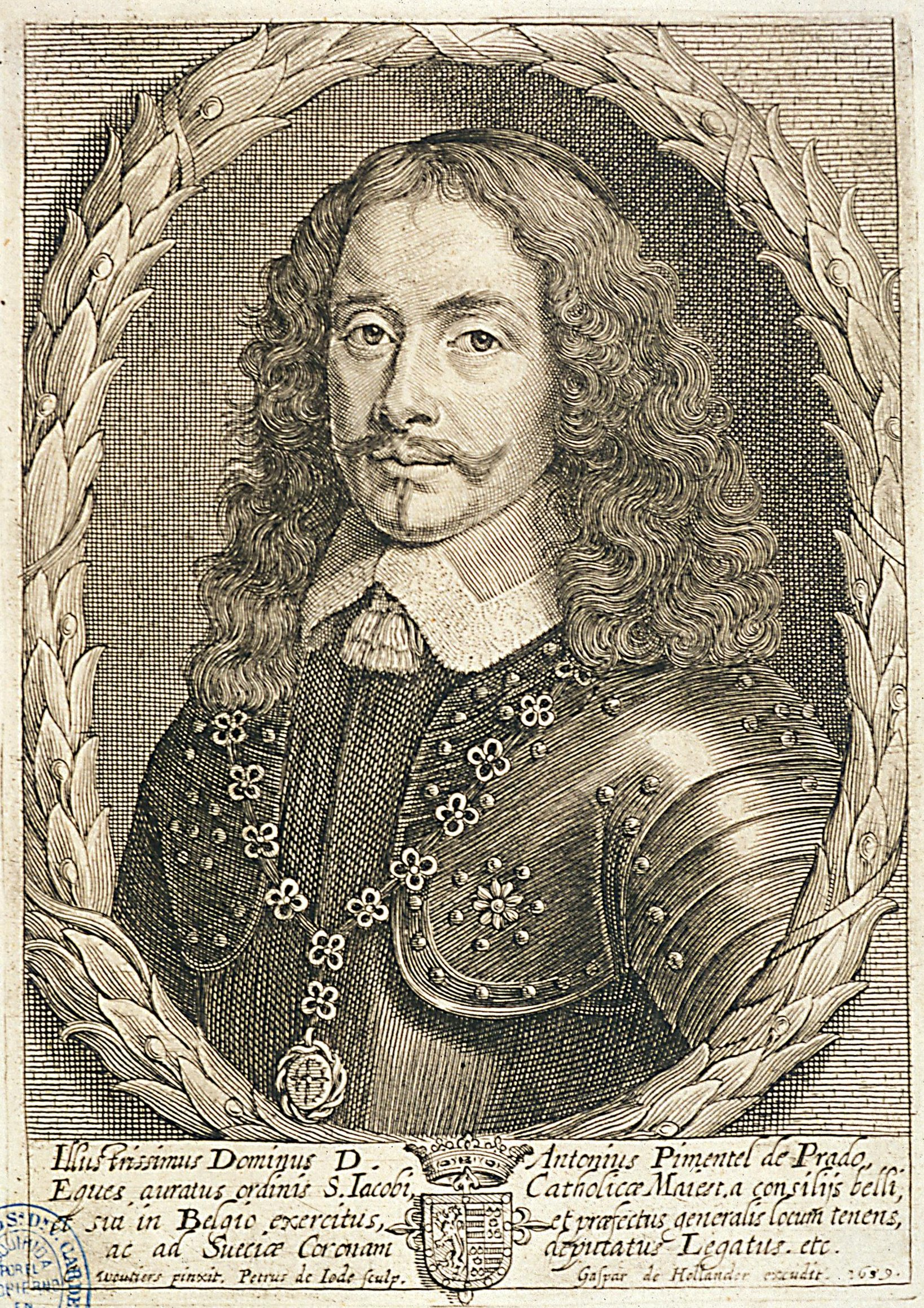
Antonio Pimentel de Prado (1604-1671/72)

También el religioso Antonio Macedo, miembro del cuerpo diplomático de Portugal y una persona muy cultivada, percibió el interés de la reina por los temas religiosos y se encargó de traer a Estocolmo en 1651 a dos jesuitas italianos, Paolo Casati y Francesco Malines, para que respondieran a las preguntas de Cristina sobre la fe católica.

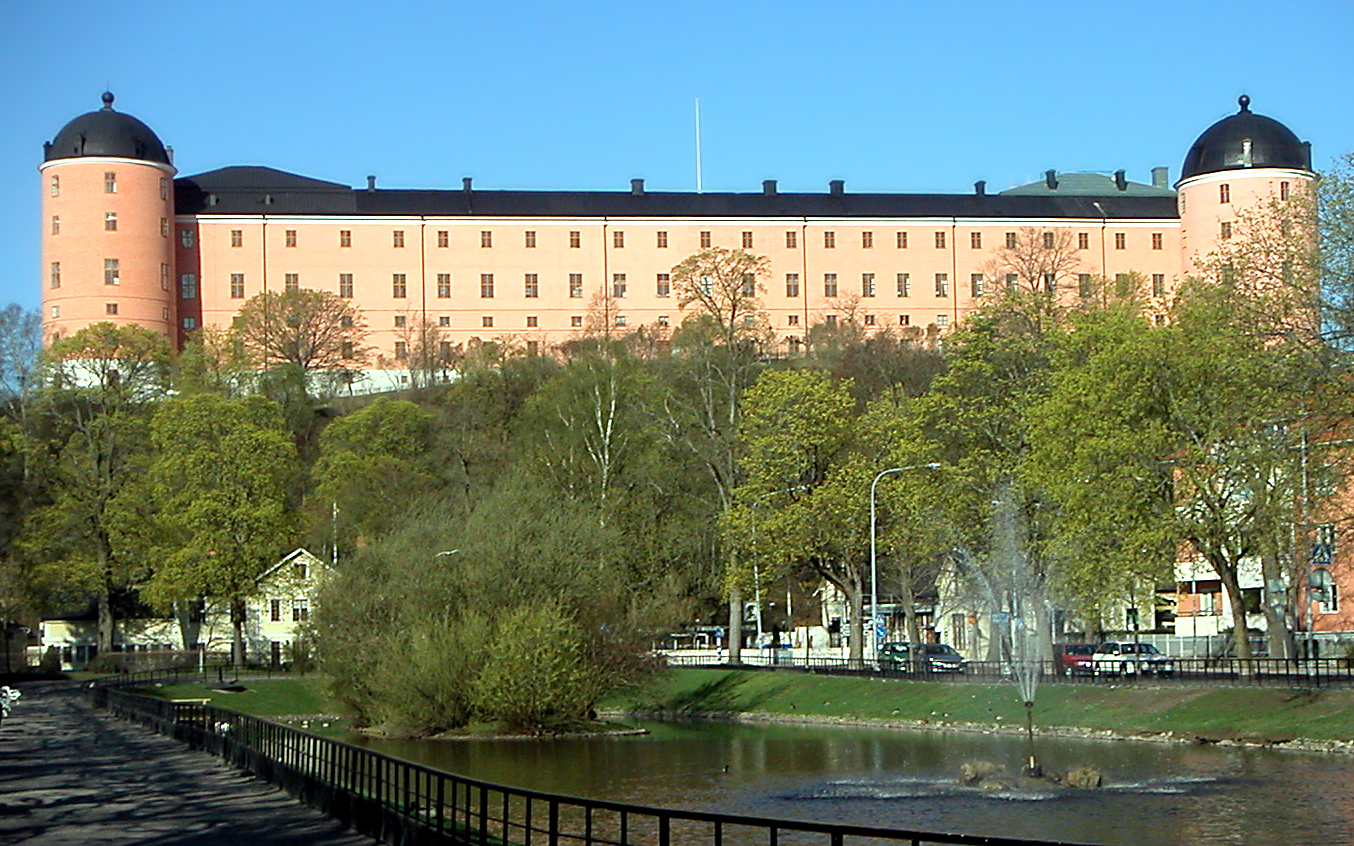
El castillo de Upsala

## Abdicación
En 1647, la soberana fue inquirida oficialmente por el Consejo del Reino sobre un futuro matrimonio que asegurara la continuación de la dinastía. Ella respondió que pensaría en ello y que consideraría a su primo Carlos Gustavo al dar su respuesta.
La respuesta oficial la dio en 1649, anunciando que no contraería matrimonio alguno, excusándose de dar motivos.
Comenzó entonces una lucha política entre Cristina y los nobles. La soberana aprovechó hábilmente un conflicto entre la nobleza y la plebe, esta última exigiendo reducciones en los impuestos, para imponer su voluntad. La soberana insistió en el nombre de Carlos Gustavo en la sucesión en el trono a cambio de negar las reducciones impositivas, lo que fue finalmente aceptado por los nobles.
En 1653 fundó la Orden del Amaranto, Antonio Pimentel fue nombrado su primer caballero. En febrero de 1654 la reina comunicó al Consejo del Reino, y a todos los principales, su decisión de abdicar. No dio explicaciones, pero dijo "que con el tiempo se entenderían sus motivos".
Se hicieron muchos esfuerzos inútiles para hacerla cambiar de decisión. Ella permaneció imperturbable.
El Consejo del Reino exigió entonces de la soberana una explicación, a lo que la reina respondió: “Si el Consejo supiera las razones, no le parecerían tan extrañas”.
El 6 de junio de 1654, en el castillo de Upsala, la reina se despojó de sus insignias reales y su primo asumió la corona de Suecia con el nombre de Carlos X Gustavo. Al día siguiente, en una emotiva ceremonia, Cristina se despidió del rey, de los miembros del Consejo, de los nobles y por último de las damas de la corte.
Para su manutención se estableció un acuerdo económico, en el cual se le otorgaba la permanente propiedad de varios dominios en el reino, cuya administración quedaba a cargo de un gobernador general. Los ingresos los percibió Cristina hasta su deceso.
Continuando su camino, Cristina pasó por la ciudad de Nyköping a despedirse de su madre —que moriría al siguiente año—, siguió hasta el puerto de Halmstad, donde licenció a su comitiva, y se embarcó hacia Hamburgo, para luego continuar hasta Amberes y Bruselas, en Flandes, entonces dominio del Imperio español, donde Cristina tomaría la segunda decisión más importante de su vida.

## Cambio de fe
Después de algunos meses de estadía, y estando bajo la protección del rey español Felipe IV, Cristina hizo oficial su cambio de fe al catolicismo en forma privada, en la víspera de Navidad de 1654, a los 28 años de edad. Tomaría, sin embargo, algún tiempo el hacer pública la noticia.
La conversión de la ex reina sueca fue aceptada, antes de morir, por el papa Inocencio X. Su sucesor, Alejandro VII, en abril de 1655 aceptó la intención de Cristina de avecindarse en Roma. Se acordó efectuar su cambio de fe en forma pública antes de su llegada a los Estados Pontificios.
Así pues, Cristina emprendió el viaje a Roma a fines de octubre de 1655, y el 3 de noviembre fue recibida oficialmente por la Iglesia católica en la capilla del castillo de Innsbruck. Desde este lugar también se informó a todas las casas reales europeas del cambio de fe de la joven.
La noticia fue recibida en Suecia, así como en otros reinos protestantes, con asombro, pues resultaba extraño que la hija del León del Norte (Gustavo II Adolfo), el paladín del protestantismo, hubiera abandonado su fe por la del enemigo.
Su profesor Johannes Mattiae Gothus, obispo de Strängnäs, fue duramente criticado por el clero sueco por la responsabilidad que pudiera haber tenido en esta decisión.
Cristina continuó el viaje hacia Roma, deteniéndose en Bolonia para visitar la antigua universidad, el Santuario de la Santa Casa (en Ancona), donde donó una corona “de doce diamantes y cuatro rubíes” a la Virgen, y Asís, la cuna de San Francisco.
Por la importancia que tenía para el mundo católico, Alejandro VII ordenó una recepción espectacular para Cristina en su camino a Roma. En cada localidad por la que pasaba, se la saludaba con salvas de cañón, las iglesias tañendo sus campanas, misas, procesiones e incluso representaciones artísticas en honor a ella.

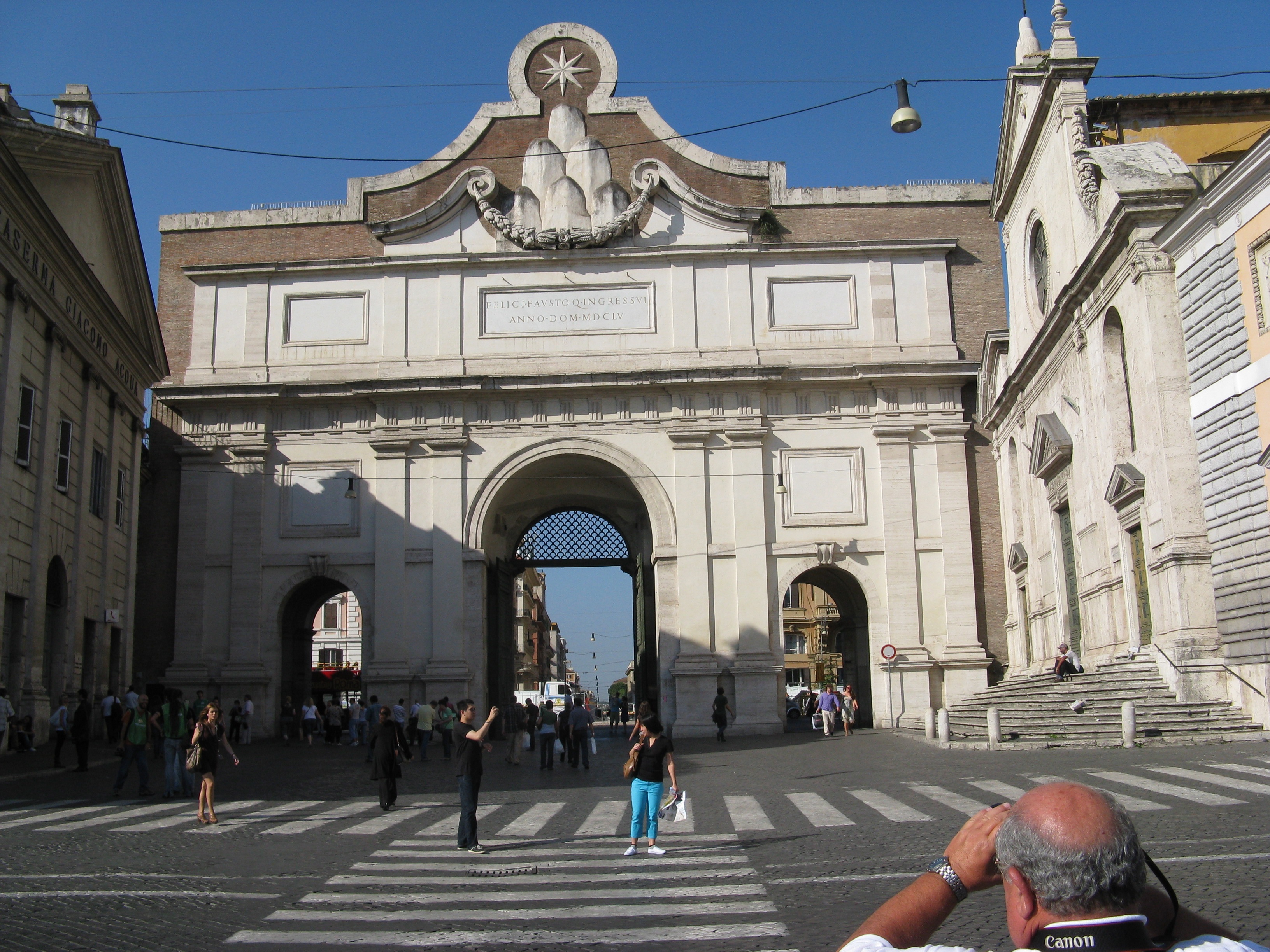
Porta del Popolo

El 19 de diciembre de 1655, Cristina llegaba a la Ciudad Eterna, y el 23 hizo la entrada oficial montando en un caballo blanco y seguida de un gran cortejo. En la llamada Porta del Popolo se grabó, para la ocasión y en su honor, la leyenda “Por una feliz y auspiciosa entrada en el año del Señor 1655”.
El papa, los senadores, el colegio cardenalicio, la nobleza romana y una gran cantidad de romanos acudieron a recibirla.
El día de Navidad, Cristina recibió la confirmación y la comunión del papa Alejandro VII en la Basílica de San Pedro.
Eligió el nombre de Alexandra para su confirmación y, a solicitud del papa, también el de María. María Cristina Alexandra Vasa comenzó entonces una nueva etapa de su vida en la urbe más importante del catolicismo.

## Vida en Roma
En su primer tiempo en Roma, Cristina visitó iglesias, colegios, museos, bibliotecas, etc. En general atraía su atención todo lugar que pudiera tener importancia religiosa y cultural para ella. El papa Alejandro VII la recibió durante algún tiempo en su residencia, en la llamada Torre de los Vientos.
Para asesorarla en su nuevo ambiente, el papa designó al cardenal Decio Azzolini, conocido por su amplia cultura y dotes diplomáticas. El cardenal era tres años menor que Cristina y se convertiría en su más cercano y fiel amigo.
A través de él, Cristina se fue interiorizando de las luchas internas entre los miembros del cardenalato. El cardenal Azzolini lideraba el partido que deseaba para el papado mayor independencia política de las influencias de Francia y España. Cristina se identificó con dicha posición y colaboró con los planes del grupo del cardenal Azzolini.
Sus contactos con las familias poderosas de Roma los realizó organizando espectáculos y veladas culturales, las cuales fueron muy bien recibidas por dichas familias. Cristina comenzó a montar su propia corte bajo la premisa de mantener su derecho al título de reina (por el hecho de tener sangre real) a pesar de su abdicación.
En septiembre de 1656, Cristina viajó a Francia, residiendo en el palacio de Fontainebleau por un corto tiempo. Francia estaba administrada por el cardenal Mazarino, por decisión de la regente Ana de Austria. El rey Luis XIV de Francia asumiría el poder a la muerte del cardenal en 1661.
En octubre de 1657 retornó a Francia, residiendo en el mismo palacio. Al mes siguiente descubrió que uno de sus cortesanos, Giovanni Rinaldo, marqués de Monaldeschi, espiaba sus comunicaciones privadas con el cardenal Mazarino. Esta delicada situación política Cristina la resolvió juzgando y ejecutando a Monaldeschi el 10 de noviembre, en el mismo palacio.
La ejecución fue muy criticada por la nobleza europea en general, argumentando que Cristina, desde su abdicación, ya no tenía autoridad para ordenar ejecuciones. Cristina contestó reafirmando su condición real para hacerlo, pero esto provocaría una ola de desprestigio hacia su persona, que trascendería en el tiempo.
Cristina regresó a Roma en febrero de 1658, siendo recibida con frialdad por el papa Alejandro VII y la nobleza. Su amigo, el cardenal Azzolini, se encargó con el tiempo de ir limando asperezas, y ella entendió que era hora de cambiar de residencia. El Palacio Farnesio sería su elección y allí se estableció con su corte.
La ex reina empezó a buscar obras de arte en la Ciudad Eterna para aumentar la colección traída de Suecia, pero no siempre pudo adquirir lo que deseaba. Los fondos con que contaba eran insuficientes. Poseyendo gran sagacidad y cultura, carecía de talento administrativo, que dejaba en otras manos, no siempre honestas. Sus rentas en el reino sueco tampoco eran suficientes e incluso comenzaban a retardarse los pagos debido a la situación de guerra con los reinos de Polonia y Dinamarca. La antigua soberana tenía problemas económicos y se los confió a su amigo el cardenal Azzolini, que tomó cartas en el asunto y reorganizó las finanzas, asignándole un administrador más competente.
En 1659 decidió mudarse al Palacio Riario (posteriormente Corsini), donde comenzó a desarrollar un estricto protocolo.
El 12 de febrero de 1660 murió súbitamente Carlos X Gustavo en Gotemburgo, dejando a su hijo Carlos XI de Suecia, de 5 años de edad, como heredero. El Consejo del Reino designó a cinco nobles para que asumieran el poder en el reino de Suecia, hasta la mayoría de edad del heredero. Cristina decidió ir a su tierra natal para revisar su posición e intereses.
Su visita al reino sueco tuvo altibajos. Logró confirmar las condiciones de su título y las rentas, pero se le retiró el poder para nombrar autoridades eclesiásticas en las posesiones que generaban dichas rentas. La exsoberana también estaba disconforme con la gestión de los gobernadores generales que administraban su hacienda, pero sin poder político suficiente, no pudo designar otros. Además, algunos miembros de la corte no aceptaron su intromisión en el tema de la sucesión, lo que fue rechazado en forma escrita.
Después de pasar algún tiempo en el castillo de Johannisborg en Norrköping, una de sus propiedades, se embarcó en la primavera de 1661 con destino a Hamburgo, donde permaneció cerca de un año. Allí resolvió firmar un contrato con un banquero para que se hiciera cargo de normalizar sus ingresos. Durante su estancia en Hamburgo se interesó por la alquimia y la piedra filosofal, lo que algunos autores han interpretado como una búsqueda de Cristina para resolver sus problemas financieros. En 1662 retornó a su palacio en Roma.
Toda la década de 1660 fue para ella económicamente difícil, y las relaciones con los regentes de Carlos XI iban de mal en peor. El principal miembro del gobierno regente era Magnus Gabriel de la Gardie, que había sido uno de sus favoritos en los tiempos de reinado y que luego había perdido su favor. Esto sin duda enturbió la situación de la ex reina. De la Gardie era además tío de Carlos XI.
En 1666 dejó Roma para volver nuevamente a Hamburgo. Luego de vivir un año en esta ciudad, se trasladó a Suecia, esta vez con la prohibición de acompañarse de sacerdotes católicos y de que se celebrase misa en tierra sueca. Para una persona religiosa y observante como Cristina, esto fue un insulto, pero ella lo dejó pasar y acudía al embajador francés para poder asistir a misa en el recinto diplomático galo. En cuanto a sus propiedades, logró arrendar sus posesiones de Ösel y Gotland, lo cual implicó un ingreso fijo.
Con amargura abandonó Suecia el año 1668 para ya no retornar más y volvió de nuevo a Hamburgo. Durante su estancia allí ocurrió la abdicación de Juan II Casimiro de Polonia, un miembro de la rama polaca de la dinastía Vasa, y surgieron voces que la propusieron como aspirante al trono de Polonia-Lituania, pero no tuvo apoyo. Cristina regresó a su corte en Roma y ya no volvería a viajar.

## El renacimiento de la Minerva del Norte
Durante su última estadía en Hamburgo, otro hecho había ocurrido en Roma: el papa Alejandro VII había fallecido en mayo de 1667 y después de 18 días de cónclave, fue elegido por unanimidad el cardenal Julio Rospigliosi, que tomó el nombre de Clemente IX. También interesado en las artes, al regreso de Cristina otorgó a esta una renta anual para ayudarla en sus proyectos. Tanto ella como el cardenal Azzolino habían gestionado activamente su elección.
La actividad cultural de Roma tomó nuevos bríos con los proyectos de la exreina, que comenzó a reunir a artistas, científicos e intelectuales en su residencia, dándoles una estructura básica en forma de academias, donde se podía discutir y crear. A los más destacados les asignó un estipendio y en algunos casos una pensión. Una de sus academias, llamada Academia Real, estaba inspirada en la Academia Francesa, y su meta era preocuparse del idioma itálico, el cual consideraba proclive a la grandilocuencia y a la hipérbole, y reemplazarlo gradualmente por uno más sencillo. Este proyecto se transformaría, después de su muerte en 1690, en la llamada Pontificia Accademia degli Arcadi, o Academia de la Arcadia. Entre los miembros de dicha academia se encontraba un joven literato, Giovanni Francesco Albani, el futuro papa Clemente XI.

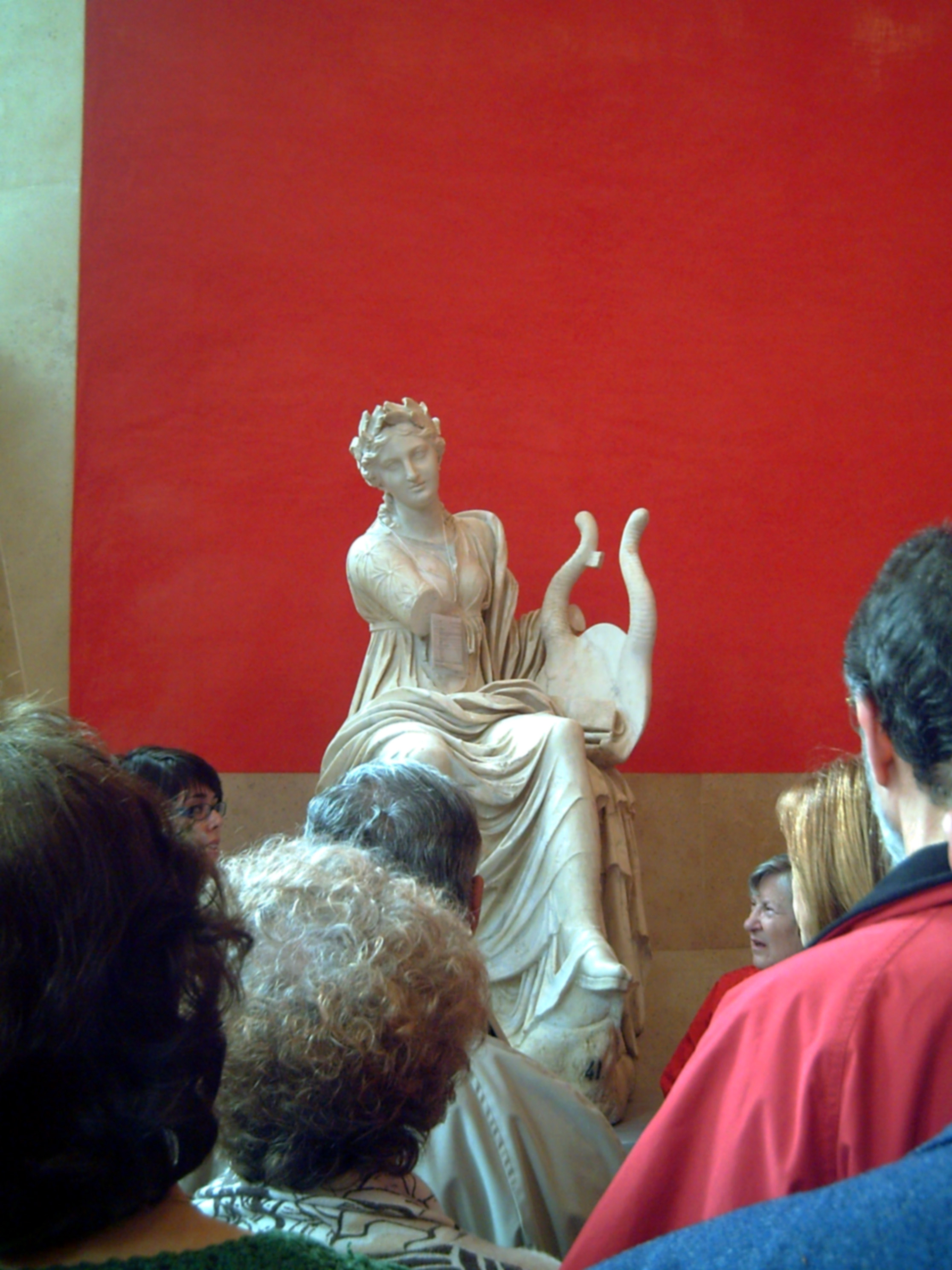
Una de las musas de la Villa Adriana de Tívoli, reunidas por Cristina de Suecia. Presiden actualmente el nuevo recibidor oval del Museo del Prado

Cristina se interesó por la arqueología, y pese a sus limitados ingresos, financió algunas excavaciones. Reunió una excelente colección de esculturas antiguas, como un grupo de musas que luego sería adquirido por Felipe V de España. Estas musas, actualmente en el Museo del Prado, presiden el salón oval del museo, remodelado por Rafael Moneo.
También construyó un observatorio en su palacio, contratando a dos astrónomos, y donde pasaba horas mirando el cielo.
El sistema de academias atrajo a científicos como el fisiólogo Giovanni Alfonso Borelli, perseguido por sus simpatías por las ideas de Galileo; a músicos como Bernardo Pasquini, Alessandro Scarlatti, Arcangelo Corelli y Alessandro Stradella entre los más destacados, y poetas como Carlo Alessandro Guidi y Vincenzo da Filicaja.
Es de destacar su amistad con el escultor Gian Lorenzo Bernini, a quien solía visitar en su taller y a quien había protegido cuando perdió el favor del papa Inocencio X.
También se preocupó de adornar su palacio con colecciones de pinturas, esculturas, tapices y libros para su riquísima biblioteca.
De carácter librepensador, Cristina tampoco dudó en oponerse a las persecuciones religiosas, y así lo hizo, publicando en 1686 un manifiesto donde defendía a los judíos de Roma. También criticó duramente a Luis XIV por las persecuciones a los hugonotes en 1685 y entró en conflicto con el papa Inocencio XI por la intención de este de eliminar la inmunidad diplomática y el derecho a asilo en Roma, en 1685.

## Inocencio XI y Miguel de Molinos
El papa Clemente IX murió en 1669 y su sucesor fue Emilio Altieri, con el nombre de Clemente X. Siendo muy anciano, ejerció el papado hasta su muerte en julio de 1676.
Cristina obtuvo de él el levantamiento de la prohibición a la presencia de mujeres en los espectáculos artísticos, lo que vino a beneficiar el arte teatral, tan querido a la reina sueca. La soberana adquirió un convento, transformándolo en teatro, al que financió mediante suscripciones. En este ambiente comenzaría a desarrollarse, por iniciativa de ella, la llamada ópera seria, incluyendo la participación de castrati.
Durante el mandato de Clemente X se asiló en Roma el jesuita António Vieira, un brillante predicador jesuita que estaba en conflicto con la corte y la Inquisición de Portugal, país del que procedía. Cristina lo llevó a su corte para darle una tribuna a sus ideas. El religioso regresó a Portugal en 1675 por gestión del papa. En 1679 Cristina le ofreció un puesto en su corte, el cual Vieira declinó.
La elección en 1676 del nuevo papa, Inocencio XI, un reformador administrativo y opositor a Luis XIV, traería un cambio en la situación de Cristina. El papa le retiró la renta que le había otorgado Clemente IX y pretendió poner fin a su proyecto teatral. Cristina respondió con una dura campaña que hizo finalmente que Inocencio XI cejara en el intento.
También el ambiente religioso cambió, como en el caso del teólogo español Miguel de Molinos, muy cercano a Cristina. La teología siempre fue un tema importante para ella y el quietismo propuesto por Molinos la interesó, llevándola a mantener nutrida correspondencia con el místico español. A pesar de la popularidad que alcanzaron las obras del sacerdote español, finalmente fueron condenadas por la Inquisición de Roma, obligando al teólogo a abjurar de sus escritos en 1685. Cristina reaccionó decepcionada de Miguel de Molinos, pero no con el quietismo.
La religiosidad de la reina siempre fue un tema conflictivo en Roma, dado su natural espíritu inquieto y cuestionador, que, sumado a su activa actitud por la libertad religiosa, no pocas veces pusieron en duda su conversión al catolicismo, en el conservador ambiente romano.

## Sus obras literarias
Siendo la Filosofía y la Teología los temas que más le interesaban, mantuvo durante su vida una abundante correspondencia con destacados personajes en ambos temas, escribiendo siempre en francés, así como lo fueron todos sus escritos. Esta correspondencia se encuentra hoy mayormente en los Codices Reginenses de la Biblioteca Vaticana y también repartida por Europa.
En la última década de su vida comenzó a escribir una Autobiografía, que dejó inconclusa. La obra se compone de nueve capítulos, relativamente cortos, escritos con una prosa fluida y donde relata en buena síntesis sobre su reino, su persona, sus ancestros, sus parientes, su ambiente cortesano y anécdotas personales; alcanzando solo a relatar su niñez.
El texto tiene la forma de un monólogo dedicado al Señor. El talento para la síntesis parece haberlo heredado de sus ancestros paternos, hasta Gustavo Vasa, conocidos por expresarse en forma clara y concisa. Por algunos detalles en el escrito, se puede afirmar que empezó a escribirlo a comienzos de la década de 1660, durante su estadía en Hamburgo, prosiguiendo en 1681.
En 1665, el duque de La Rochefoucauld publicó Reflexiones o sentencias y máximas morales. La reina inició un intercambio de correspondencia con el escritor francés, y motivada por el trabajo de este, comenzó a escribir aforismos que fueron reescritos en 1670, en dos volúmenes: Les Sentiments Héroiques y L'Ouvrage de Loisir: Les Sentiments Raisonnables. En total son 1300 aforismos, escritos con las cualidades de una máxima: ser la expresión más breve de un pensamiento.
Tenía también como costumbre escribir comentarios en el margen de los libros que leía, que han contribuido a ampliar su biografía. Hay que recordar asimismo que contó con el inestimable apoyo de los miembros de la Academia Real que ella misma fundara.

## Últimos años

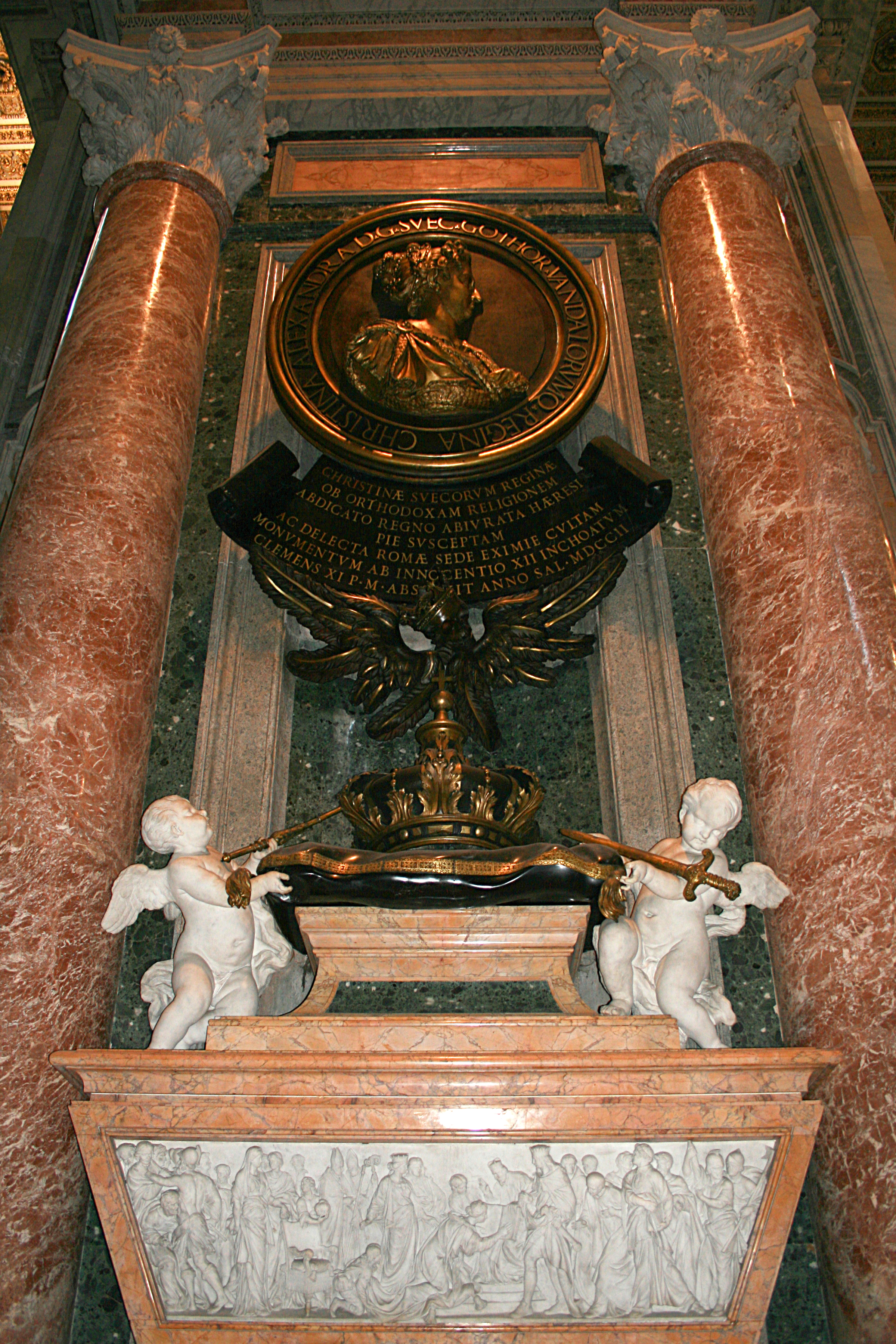
Monumento a la reina Cristina de Suecia en la Basílica de San Pedro, Roma.

La última década de su vida estuvo marcada por las dificultades económicas. Sus ingresos se vieron mermados por el estado de guerra en Suecia. Sin embargo, Carlos XI hizo lo posible por mantener el compromiso económico con ella. La falta de recursos la obligó a terminar con algunos de sus mecenazgos, siendo el de Arcangelo Corelli, su maestro de capilla, el más notorio. Su salud comenzó a deteriorarse y pasaba la mayor parte de su tiempo escribiendo. Sus diferencias con el papa Inocencio XI se agudizaron.
Algún tiempo antes de su muerte, un visitante francés escribió una descripción de Cristina:

Tiene más de sesenta años de edad, decididamente pequeña, muy robusta y rechoncha. Su piel, voz y facciones son masculinos: nariz grande, grandes ojos azules, cejas rubias, una doble barba con vello y un levemente prominente labio inferior. Su cabello es castaño claro, un palmo de largo, empolvado y sin peinar. Su expresión es amistosa y sus modales muy obsequiosos. Su indumentaria se compone de una chaqueta masculina ajustada, de satín negro, que le alcanza las rodillas y abotonada en el frente. Usa una falda negra corta que muestra su calzado masculino. Una gran cinta negra ocupa el lugar del pañuelo al cuello. Un cinturón sobre su chaqueta le ajusta el vientre, haciendo más notoria su redondez.

En los primeros meses de 1689, la reina comenzó a sentirse muy enferma. El 13 de febrero sufrió un desmayo, que se repitió tres días más tarde. Sus más cercanos le pidieron que recibiera la extremaunción, cosa que ella tomó con serenidad. El 1 de marzo escribió su testamento, nombrando al cardenal Azzolino como su heredero universal. También le escribió una carta al papa Inocencio XI solicitando con humildad su perdón por las diferencias que habían tenido. El papa, que también se encontraba enfermo, recibió la misiva con emoción y le respondió por medio de un cardenal, que daba por terminadas sus diferencias y le daba la absolución. En sus últimos días tuvo la compañía de su amigo Azzolino, que también se hallaba enfermo y moriría el 6 de junio del mismo año.
En su testamento Cristina escribió que deseaba ser amortajada de blanco y sepultada en el Panteón de Agripa, sin exhibición de sus restos y rechazando cualquier pompa o vanidad. Su epitafio debería ser tallado en una piedra sencilla y sólo con la inscripción “D.O.M. Vixit Christina annos LXIII” (Deo Optimo Maximo. Vivió Cristina 62 años).
A las 6 de la mañana del 14 de abril, reposando en su lecho y solo en compañía del cardenal Azzolino y su confesor, Padre Slavata, Cristina llevó su mano izquierda al pecho y expiró.

## Funerales

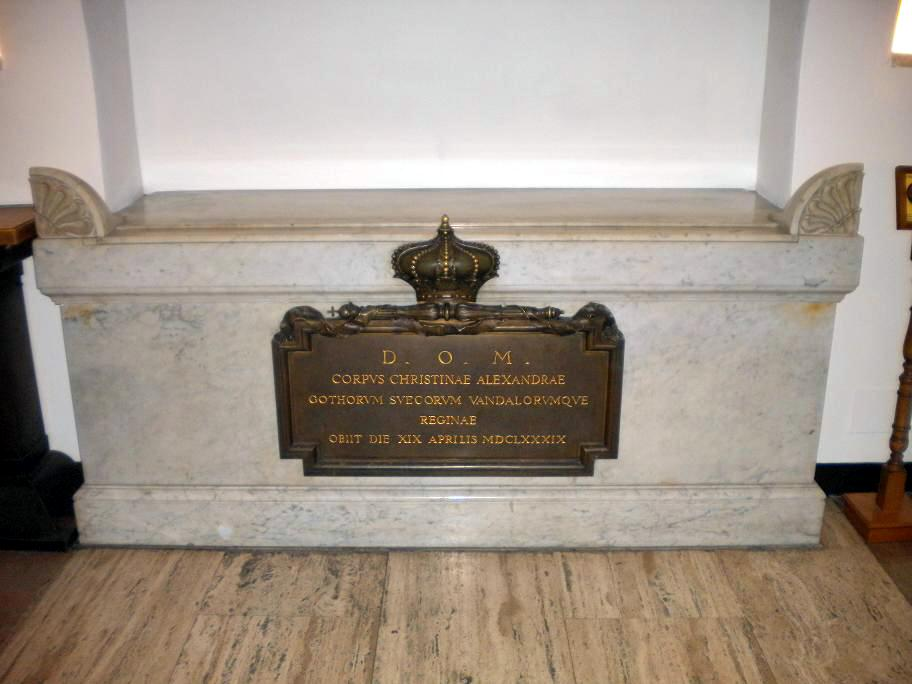
El sarcófago de Cristina en la extensa cripta papal del Vaticano.

Su última voluntad, de ser sepultada con sencillez, no fue obedecida. El cardenal Azzolino y el papa Inocencio XI decidieron darle un funeral de Estado. Su cuerpo amortajado se expuso durante tres días en su palacio para recibir los últimos respetos de numerosos visitantes. Al atardecer del 22 de abril, en un carro abierto, fue trasladada en un cortejo iluminado por antorchas y rodeada de su guardia palaciega, a una iglesia designada por el cardenal Azzolino. Al siguiente día se celebró una misa de responso en presencia de todo el colegio cardenalicio. Terminada esta, se inició una enorme procesión que llevaría los restos de la reina hasta la Basílica de San Pedro. Allí fue depositado su cuerpo en un féretro de ciprés junto a su corona y cetro. El féretro a su vez fue colocado en otro de plomo y finalmente en otro féretro de madera. Este fue depositado en las llamadas Grotte vecchie (Grutas viejas), en la nave central de la Basílica. Su sepulcro fue sellado con argamasa y posteriormente se le agregó el epitafio: D.O.M. Corpus Christinae Alexandrae Gothorum Suecorum Vandalorumque Reginae Obiit die XIX Aprilis MDCLXXXIX.
En 1701, durante el papado de Clemente XI —aquel joven literato Albani de la Academia de la Arcadia— el arquitecto Carlo Fontana, discípulo de Bernini, realizó el monumento funerario que se puede observar hoy en la Basílica de San Pedro.

## Cristina de Suecia en la literatura y el cine
Calderón de la Barca escribió su auto sacramental La protestación de la fe basándose en la vida de la reina Cristina.
El armenio Ruben Mamulian dirigió a Greta Garbo en la película La reina Cristina de Suecia (Queen Christina), estrenada con enorme éxito en 1933.
En 1974 se estrenó la película británica Abdicación (The Abdication) dirigida por Anthony Harvey con Liv Ullmann interpretando a la reina Cristina, con música de Nino Rota.
En 2015 se estrenó la película Reina Cristina, la mujer que fue rey (The Girl King), dirigida por Mika Kaurismäki.

## Ancestros
| \| \| \| \| \| \| \| \| \| \| \| \| \| \| \| \| \| \| \| \| 16. Erik Johansson Vasa \| \| \| \| \| \| \| \| \| \| \| \| \| \| \| \| \| \| \| \| \| \| \| \| \| \| \| \| \| \| \| \| \| \| \| \| \| \| \| \| \| \| \| \| \| \| \| \| \| \| \| \| \| \| 8. Gustavo I de Suecia \| \| \| \| \| \| \| \| \| \| \| \| \| \| \| \| \| \| \| \| \| \| \| \| \| \| \| \| \| \| \| \| \| \| \| \| \| \| \| \| \| \| \| \| \| \| \| \| \| \| \| \| \| \| 17. Cecilia Månsdotter Eka \| \| \| \| \| \| \| \| \| \| \| \| \| \| \| \| \| \| \| \| \| \| \| \| \| \| \| \| \| \| \| \| \| \| \| \| \| \| \| \| \| \| \| \| \| \| \| \| \| \| \| \| \| \| 4. Carlos IX de Suecia \| \| \| \| \| \| \| \| \| \| \| \| \| \| \| \| \| \| \| \| \| \| \| \| \| \| \| \| \| \| \| \| \| \| \| \| \| \| \| \| \| \| \| \| \| \| \| \| \| \| \| \| \| \| 18. Erik Abrahamsson Leijonhufvud \| \| \| \| \| \| \| \| \| \| \| \| \| \| \| \| \| \| \| \| \| \| \| \| \| \| \| \| \| \| \| \| \| \| \| \| \| \| \| \| \| \| \| \| \| \| \| \| \| \| \| \| \| \| 9. Margaret Leijonhufvud \| \| \| \| \| \| \| \| \| \| \| \| \| \| \| \| \| \| \| \| \| \| \| \| \| \| \| \| \| \| \| \| \| \| \| \| \| \| \| \| \| \| \| \| \| \| \| \| \| \| \| \| \| \| 19. Ebba Eriksdotter Vasa \| \| \| \| \| \| \| \| \| \| \| \| \| \| \| \| \| \| \| \| \| \| \| \| \| \| \| \| \| \| \| \| \| \| \| \| \| \| \| \| \| \| \| \| \| \| \| \| \| \| \| \| \| \| 2. Gustavo II Adolfo de Suecia \| \| \| \| \| \| \| \| \| \| \| \| \| \| \| \| \| \| \| \| \| \| \| \| \| \| \| \| \| \| \| \| \| \| \| \| \| \| \| \| \| \| \| \| \| \| \| \| \| \| \| \| \| \| 20. Federico I de Dinamarca \| \| \| \| \| \| \| \| \| \| \| \| \| \| \| \| \| \| \| \| \| \| \| \| \| \| \| \| \| \| \| \| \| \| \| \| \| \| \| \| \| \| \| \| \| \| \| \| \| \| \| \| \| \| 10. Duque Adolfo de Holstein-Gottorp \| \| \| \| \| \| \| \| \| \| \| \| \| \| \| \| \| \| \| \| \| \| \| \| \| \| \| \| \| \| \| \| \| \| \| \| \| \| \| \| \| \| \| \| \| \| \| \| \| \| \| \| \| \| 21. Sofía de Pomerania \| \| \| \| \| \| \| \| \| \| \| \| \| \| \| \| \| \| \| \| \| \| \| \| \| \| \| \| \| \| \| \| \| \| \| \| \| \| \| \| \| \| \| \| \| \| \| \| \| \| \| \| \| \| 5. Cristina de Holstein-Gottorp \| \| \| \| \| \| \| \| \| \| \| \| \| \| \| \| \| \| \| \| \| \| \| \| \| \| \| \| \| \| \| \| \| \| \| \| \| \| \| \| \| \| \| \| \| \| \| \| \| \| \| \| \| \| 22. Landgrave Felipe I de Hesse \| \| \| \| \| \| \| \| \| \| \| \| \| \| \| \| \| \| \| \| \| \| \| \| \| \| \| \| \| \| \| \| \| \| \| \| \| \| \| \| \| \| \| \| \| \| \| \| \| \| \| \| \| \| 11. Cristina de Hesse \| \| \| \| \| \| \| \| \| \| \| \| \| \| \| \| \| \| \| \| \| \| \| \| \| \| \| \| \| \| \| \| \| \| \| \| \| \| \| \| \| \| \| \| \| \| \| \| \| \| \| \| \| \| 23. Cristina de Sajonia \| \| \| \| \| \| \| \| \| \| \| \| \| \| \| \| \| \| \| \| \| \| \| \| \| \| \| \| \| \| \| \| \| \| \| \| \| \| \| \| \| \| \| \| \| \| \| \| \| \| \| \| \| \| 1. Cristina de Suecia \| \| \| \| \| \| \| \| \| \| \| \| \| \| \| \| \| \| \| \| \| \| \| \| \| \| \| \| \| \| \| \| \| \| \| \| \| \| \| \| \| \| \| \| \| \| \| \| \| \| \| \| \| \| 24. Elector Juan Jorge de Brandeburgo \| \| \| \| \| \| \| \| \| \| \| \| \| \| \| \| \| \| \| \| \| \| \| \| \| \| \| \| \| \| \| \| \| \| \| \| \| \| \| \| \| \| \| \| \| \| \| \| \| \| \| \| \| \| 12. Elector Joaquín Federico I de Brandeburgo \| \| \| \| \| \| \| \| \| \| \| \| \| \| \| \| \| \| \| \| \| \| \| \| \| \| \| \| \| \| \| \| \| \| \| \| \| \| \| \| \| \| \| \| \| \| \| \| \| \| \| \| \| \| 25. Sofía de Legnica \| \| \| \| \| \| \| \| \| \| \| \| \| \| \| \| \| \| \| \| \| \| \| \| \| \| \| \| \| \| \| \| \| \| \| \| \| \| \| \| \| \| \| \| \| \| \| \| \| \| \| \| \| \| 6. Elector Juan Segismundo de Brandeburgo \| \| \| \| \| \| \| \| \| \| \| \| \| \| \| \| \| \| \| \| \| \| \| \| \| \| \| \| \| \| \| \| \| \| \| \| \| \| \| \| \| \| \| \| \| \| \| \| \| \| \| \| \| \| 26. Margrave Juan de Brandeburgo-Küstrin \| \| \| \| \| \| \| \| \| \| \| \| \| \| \| \| \| \| \| \| \| \| \| \| \| \| \| \| \| \| \| \| \| \| \| \| \| \| \| \| \| \| \| \| \| \| \| \| \| \| \| \| \| \| 13. Catalina de Brandeburgo-Küstrin \| \| \| \| \| \| \| \| \| \| \| \| \| \| \| \| \| \| \| \| \| \| \| \| \| \| \| \| \| \| \| \| \| \| \| \| \| \| \| \| \| \| \| \| \| \| \| \| \| \| \| \| \| \| 27. Catalina de Brunswick-Wolfenbüttel \| \| \| \| \| \| \| \| \| \| \| \| \| \| \| \| \| \| \| \| \| \| \| \| \| \| \| \| \| \| \| \| \| \| \| \| \| \| \| \| \| \| \| \| \| \| \| \| \| \| \| \| \| \| 3. María Leonor de Brandeburgo \| \| \| \| \| \| \| \| \| \| \| \| \| \| \| \| \| \| \| \| \| \| \| \| \| \| \| \| \| \| \| \| \| \| \| \| \| \| \| \| \| \| \| \| \| \| \| \| \| \| \| \| \| \| 28. Duque Alberto de Prusia \| \| \| \| \| \| \| \| \| \| \| \| \| \| \| \| \| \| \| \| \| \| \| \| \| \| \| \| \| \| \| \| \| \| \| \| \| \| \| \| \| \| \| \| \| \| \| \| \| \| \| \| \| \| 14. Duque Alberto Federico de Prusia \| \| \| \| \| \| \| \| \| \| \| \| \| \| \| \| \| \| \| \| \| \| \| \| \| \| \| \| \| \| \| \| \| \| \| \| \| \| \| \| \| \| \| \| \| \| \| \| \| \| \| \| \| \| 29. Ana María de Brunswick-Luneburgo \| \| \| \| \| \| \| \| \| \| \| \| \| \| \| \| \| \| \| \| \| \| \| \| \| \| \| \| \| \| \| \| \| \| \| \| \| \| \| \| \| \| \| \| \| \| \| \| \| \| \| \| \| \| 7. Duquesa Ana de Prusia \| \| \| \| \| \| \| \| \| \| \| \| \| \| \| \| \| \| \| \| \| \| \| \| \| \| \| \| \| \| \| \| \| \| \| \| \| \| \| \| \| \| \| \| \| \| \| \| \| \| \| \| \| \| 30. Duque Guillermo de Jülich-Cléveris-Berg \| \| \| \| \| \| \| \| \| \| \| \| \| \| \| \| \| \| \| \| \| \| \| \| \| \| \| \| \| \| \| \| \| \| \| \| \| \| \| \| \| \| \| \| \| \| \| \| \| \| \| \| \| \| 15. María Leonor de Cléveris \| \| \| \| \| \| \| \| \| \| \| \| \| \| \| \| \| \| \| \| \| \| \| \| \| \| \| \| \| \| \| \| \| \| \| \| \| \| \| \| \| \| \| \| \| \| \| \| \| \| \| \| \| \| 31. María de Austria \| \| \| \| \| \| \| \| \| \| \| \| \| \| \| \| \| \| \| \| \| \| \| \| \| \| \| \| \| \| \| \| \| \| \| \| \| \| \| \| \| \| \| \| \| \| \| \| \| \| \| \| |                                               |  |  |  |  |  |  |  |  |  |  |  |  |  |  |  |
| |                                               |  |  |  |  |  |  |  |  |  |  |  |  |  |  |  |
| | 16. Erik Johansson Vasa                       |  |  |  |  |  |  |  |  |  |  |  |  |  |  |  |
| |                                               |  |  |  |  |  |  |  |  |  |  |  |  |  |  |  |
| |                                               |  |  |  |  |  |  |  |  |  |  |  |  |  |  |  |
| | 8. Gustavo I de Suecia                        |  |  |  |  |  |  |  |  |  |  |  |  |  |  |  |
| |                                               |  |  |  |  |  |  |  |  |  |  |  |  |  |  |  |
| |                                               |  |  |  |  |  |  |  |  |  |  |  |  |  |  |  |
| | 17. Cecilia Månsdotter Eka                    |  |  |  |  |  |  |  |  |  |  |  |  |  |  |  |
| |                                               |  |  |  |  |  |  |  |  |  |  |  |  |  |  |  |
| |                                               |  |  |  |  |  |  |  |  |  |  |  |  |  |  |  |
| | 4. Carlos IX de Suecia                        |  |  |  |  |  |  |  |  |  |  |  |  |  |  |  |
| |                                               |  |  |  |  |  |  |  |  |  |  |  |  |  |  |  |
| |                                               |  |  |  |  |  |  |  |  |  |  |  |  |  |  |  |
| | 18. Erik Abrahamsson Leijonhufvud             |  |  |  |  |  |  |  |  |  |  |  |  |  |  |  |
| |                                               |  |  |  |  |  |  |  |  |  |  |  |  |  |  |  |
| |                                               |  |  |  |  |  |  |  |  |  |  |  |  |  |  |  |
| | 9. Margaret Leijonhufvud                      |  |  |  |  |  |  |  |  |  |  |  |  |  |  |  |
| |                                               |  |  |  |  |  |  |  |  |  |  |  |  |  |  |  |
| |                                               |  |  |  |  |  |  |  |  |  |  |  |  |  |  |  |
| | 19. Ebba Eriksdotter Vasa                     |  |  |  |  |  |  |  |  |  |  |  |  |  |  |  |
| |                                               |  |  |  |  |  |  |  |  |  |  |  |  |  |  |  |
| |                                               |  |  |  |  |  |  |  |  |  |  |  |  |  |  |  |
| | 2. Gustavo II Adolfo de Suecia                |  |  |  |  |  |  |  |  |  |  |  |  |  |  |  |
| |                                               |  |  |  |  |  |  |  |  |  |  |  |  |  |  |  |
| |                                               |  |  |  |  |  |  |  |  |  |  |  |  |  |  |  |
| | 20. Federico I de Dinamarca                   |  |  |  |  |  |  |  |  |  |  |  |  |  |  |  |
| |                                               |  |  |  |  |  |  |  |  |  |  |  |  |  |  |  |
| |                                               |  |  |  |  |  |  |  |  |  |  |  |  |  |  |  |
| | 10. Duque Adolfo de Holstein-Gottorp          |  |  |  |  |  |  |  |  |  |  |  |  |  |  |  |
| |                                               |  |  |  |  |  |  |  |  |  |  |  |  |  |  |  |
| |                                               |  |  |  |  |  |  |  |  |  |  |  |  |  |  |  |
| | 21. Sofía de Pomerania                        |  |  |  |  |  |  |  |  |  |  |  |  |  |  |  |
| |                                               |  |  |  |  |  |  |  |  |  |  |  |  |  |  |  |
| |                                               |  |  |  |  |  |  |  |  |  |  |  |  |  |  |  |
| | 5. Cristina de Holstein-Gottorp               |  |  |  |  |  |  |  |  |  |  |  |  |  |  |  |
| |                                               |  |  |  |  |  |  |  |  |  |  |  |  |  |  |  |
| |                                               |  |  |  |  |  |  |  |  |  |  |  |  |  |  |  |
| | 22. Landgrave Felipe I de Hesse               |  |  |  |  |  |  |  |  |  |  |  |  |  |  |  |
| |                                               |  |  |  |  |  |  |  |  |  |  |  |  |  |  |  |
| |                                               |  |  |  |  |  |  |  |  |  |  |  |  |  |  |  |
| | 11. Cristina de Hesse                         |  |  |  |  |  |  |  |  |  |  |  |  |  |  |  |
| |                                               |  |  |  |  |  |  |  |  |  |  |  |  |  |  |  |
| |                                               |  |  |  |  |  |  |  |  |  |  |  |  |  |  |  |
| | 23. Cristina de Sajonia                       |  |  |  |  |  |  |  |  |  |  |  |  |  |  |  |
| |                                               |  |  |  |  |  |  |  |  |  |  |  |  |  |  |  |
| |                                               |  |  |  |  |  |  |  |  |  |  |  |  |  |  |  |
| | 1. Cristina de Suecia                         |  |  |  |  |  |  |  |  |  |  |  |  |  |  |  |
| |                                               |  |  |  |  |  |  |  |  |  |  |  |  |  |  |  |
| |                                               |  |  |  |  |  |  |  |  |  |  |  |  |  |  |  |
| | 24. Elector Juan Jorge de Brandeburgo         |  |  |  |  |  |  |  |  |  |  |  |  |  |  |  |
| |                                               |  |  |  |  |  |  |  |  |  |  |  |  |  |  |  |
| |                                               |  |  |  |  |  |  |  |  |  |  |  |  |  |  |  |
| | 12. Elector Joaquín Federico I de Brandeburgo |  |  |  |  |  |  |  |  |  |  |  |  |  |  |  |
| |                                               |  |  |  |  |  |  |  |  |  |  |  |  |  |  |  |
| |                                               |  |  |  |  |  |  |  |  |  |  |  |  |  |  |  |
| | 25. Sofía de Legnica                          |  |  |  |  |  |  |  |  |  |  |  |  |  |  |  |
| |                                               |  |  |  |  |  |  |  |  |  |  |  |  |  |  |  |
| |                                               |  |  |  |  |  |  |  |  |  |  |  |  |  |  |  |
| | 6. Elector Juan Segismundo de Brandeburgo     |  |  |  |  |  |  |  |  |  |  |  |  |  |  |  |
| |                                               |  |  |  |  |  |  |  |  |  |  |  |  |  |  |  |
| |                                               |  |  |  |  |  |  |  |  |  |  |  |  |  |  |  |
| | 26. Margrave Juan de Brandeburgo-Küstrin      |  |  |  |  |  |  |  |  |  |  |  |  |  |  |  |
| |                                               |  |  |  |  |  |  |  |  |  |  |  |  |  |  |  |
| |                                               |  |  |  |  |  |  |  |  |  |  |  |  |  |  |  |
| | 13. Catalina de Brandeburgo-Küstrin           |  |  |  |  |  |  |  |  |  |  |  |  |  |  |  |
| |                                               |  |  |  |  |  |  |  |  |  |  |  |  |  |  |  |
| |                                               |  |  |  |  |  |  |  |  |  |  |  |  |  |  |  |
| | 27. Catalina de Brunswick-Wolfenbüttel        |  |  |  |  |  |  |  |  |  |  |  |  |  |  |  |
| |                                               |  |  |  |  |  |  |  |  |  |  |  |  |  |  |  |
| |                                               |  |  |  |  |  |  |  |  |  |  |  |  |  |  |  |
| | 3. María Leonor de Brandeburgo                |  |  |  |  |  |  |  |  |  |  |  |  |  |  |  |
| |                                               |  |  |  |  |  |  |  |  |  |  |  |  |  |  |  |
| |                                               |  |  |  |  |  |  |  |  |  |  |  |  |  |  |  |
| | 28. Duque Alberto de Prusia                   |  |  |  |  |  |  |  |  |  |  |  |  |  |  |  |
| |                                               |  |  |  |  |  |  |  |  |  |  |  |  |  |  |  |
| |                                               |  |  |  |  |  |  |  |  |  |  |  |  |  |  |  |
| | 14. Duque Alberto Federico de Prusia          |  |  |  |  |  |  |  |  |  |  |  |  |  |  |  |
| |                                               |  |  |  |  |  |  |  |  |  |  |  |  |  |  |  |
| |                                               |  |  |  |  |  |  |  |  |  |  |  |  |  |  |  |
| | 29. Ana María de Brunswick-Luneburgo          |  |  |  |  |  |  |  |  |  |  |  |  |  |  |  |
| |                                               |  |  |  |  |  |  |  |  |  |  |  |  |  |  |  |
| |                                               |  |  |  |  |  |  |  |  |  |  |  |  |  |  |  |
| | 7. Duquesa Ana de Prusia                      |  |  |  |  |  |  |  |  |  |  |  |  |  |  |  |
| |                                               |  |  |  |  |  |  |  |  |  |  |  |  |  |  |  |
| |                                               |  |  |  |  |  |  |  |  |  |  |  |  |  |  |  |
| | 30. Duque Guillermo de Jülich-Cléveris-Berg   |  |  |  |  |  |  |  |  |  |  |  |  |  |  |  |
| |                                               |  |  |  |  |  |  |  |  |  |  |  |  |  |  |  |
| |                                               |  |  |  |  |  |  |  |  |  |  |  |  |  |  |  |
| | 15. María Leonor de Cléveris                  |  |  |  |  |  |  |  |  |  |  |  |  |  |  |  |
| |                                               |  |  |  |  |  |  |  |  |  |  |  |  |  |  |  |
| |                                               |  |  |  |  |  |  |  |  |  |  |  |  |  |  |  |
| | 31. María de Austria                          |  |  |  |  |  |  |  |  |  |  |  |  |  |  |  |
| |                                               |  |  |  |  |  |  |  |  |  |  |  |  |  |  |  |
| |                                               |  |  |  |  |  |  |  |  |  |  |  |  |  |  |  |

| Predecesor: Gustavo II Adolfo | Reina de Suecia 1632-1654 | Sucesor: Carlos X Gustavo |